# Vladimír Syrovátka
Vladimír Syrovátka (19 juni 1908 - Praag, 14 september 1973) was een Tsjecho-Slowaaks kanovaarder.
Syrovátka won in 1936 olympisch goud op de C-2 samen met Jan Brzák-Felix.

## Belangrijkste resultaten

### Olympische Zomerspelen
| Editie | Plaats  | Resultaten |
| ------ | ------- | ---------- |
| 1936   | Berlijn | C-2 1000m  |

1936: Jan Brzák-Felix & Vladimír Syrovátka ·
1948: Jan Brzák-Felix & Bohumil Kudrna ·
1952: Finn Haunstoft & Bent Peder Rasch ·
1956: Alexe Dumitru & Simion Ismailciuc ·
1960: Leonid Geisjtor & Sergej Makarenko ·
1964: Andrei Chimitsj & Stepan Osjtsjepkov ·
1968: Serghei Covaliov & Ivan Patzaichin ·
1972: Vladislavas Česiūnas & Joeri Lobanov ·
1976: Sergej Petrenko & Aleksandr Vinogradov ·
1980: Ivan Patzaichin & Toma Simionov ·
1984: Ivan Patzaichin & Toma Simionov ·
1988: Nicolae Juravschi & Viktor Reneiski ·
1992: Ulrich Papke & Ingo Spelly ·
1996: Andreas Dittmer & Gunar Kirchbach ·
2000: Florin Popescu & Mitică Pricop ·
2004: Christian Gille & Tomasz Wylenzek ·
2008: Aliaksandr Bahdanovitsj & Andrei Bahdanovitsj ·
2012: Peter Kretschmer & Kurt Kuschela ·
2016: Sebastian Brendel & Jan Vandrey ·
2020: Fernando Jorge & Serguey Torres
- Nationale Bibliotheek van Tsjechië: jk01122267
- Virtual International Authority File: 83915254